# Продукти сагоревања угља
Продукти сагоревања угља (ПСУ) (такође познати сагоревања угља отпад ((СУО)) су разврстане у четири групе, свака на основу физичких и хемијских форми изведених из метода сагоревања угља и контроле емисија:
- Пепео је накупља након сагоревања угља на филтерима, електрофилтерима и другим уређајима за контролу загађења ваздуха. Он сачињава 60 одсто укупног отпада сагоревања угља (овде означеног као производи сагоревања угља). Он се најчешће користи као високо перформантна замена за портландског цемента или као тврдо печена цигла за производњу портландskog цемента. Цементи помешани са пепелом су све чешће. Примене у грађевинском материјалу се крећу од пунилаца и зиданих производа до мобилне бетона и црепа. Многи асфалтно бетонски тротоари садрже пепео. Геотехничке апликације укључују стабилизацију земљишта, путне базе, структурно попуњење, насипе и рудничке поправке. Пепео такође служи као пунило у дрвеним и пластичним производима, бојама и шаблонима за металне одливке.

- Одсумпоравање димних гасова (ОДГ) формирају се материјали у системима за хемијско „чишћење“. Ти уређаји уклањају сумпор и оксида из димних гасова термоелектрана. ОДГ сачињава 24 одсто укупног отпада сагоревања угља. Остаци варирају, али најчешће су ОДГ гипс (или „синтетички“, гипс) и апсорбенти спреј за косу. ОДГ гипс се користи у готово тридесет одсто гипсаних панела производени у САД. Такође се користи у пољопривредним апликацијама за третирање непожељних својстава земљишта и за побољшају приноса усева. Остали ОДГ материјали се користе у рударству и за амелиорацију.

- Подножни пепео и шљака могу да се користе као сировина за производњу портландског цементног клинкера, као и за контролу проклизавања на залеђеним путевима. Ова два материјали чине 12 и 4 одсто отпада сагоревања угља. Ови материјали су такође погодни за геотехничке апликације, као што су структурно пуњење и амелиорација. Физичке карактеристике подножног пепела и котловске шљаке их чине подесним за агрегате у течним пуниоцима и зидним бетонским производима. Котловска шљака се такође користи за израду кровних гранула и брусних папира.

- Већина СУО завршава депонији, смештена у рударска окна, или се налазе на градилишту у термоелектранама. Око 43 одсто отпада је било рециклирано за „корисне сврхе“ 2008. године, према Америчком удружењу за пепео (American Coal Ash Association).[1] Главна корист од рециклаже је да се стабилизују за животну средину штетне компоненте СУО, као што су арсен, берилијум, бор , кадмијум, хром, хром ВИ, кобалт, олово, манган, живу, молибден, селен, стронцијум, талијума и ванадијум, као и диоксини и PAH[2] једињења.[3]